# The Walking Dead (10.ª temporada)
A décima temporada de The Walking Dead foi anunciada em fevereiro de 2019 e estreou em 6 de outubro de 2019, na emissora norte-americana AMC . Desenvolvida para a televisão por Frank Darabont, a série é baseada na série homônima de histórias em quadrinhos de Robert Kirkman, Tony Moore e Charlie Adlard. Os produtores executivos são Kirkman, David Alpert, Scott M. Gimple, Angela Kang, Greg Nicotero, Joseph Incaprera, Denise Huth e Gale Anne Hurd, com Kang como showrunner pela segunda temporada consecutiva. 

## Elenco

### Principal

#### Estrelando
- Norman Reedus como Daryl Dixon[3] (1–22)
- Danai Gurira como Michonne[3] (1–13)
- Melissa McBride como Carol Peletier[3] (1–22)
- Lauren Cohan como Maggie Greene (16–22)
- Christian Serratos como Rosita Espinosa[3] (1–22)
- Josh McDermitt como Eugene Porter[3] (1–22)
- Seth Gilliam como Gabriel Stokes[3] (1–22)
- Ross Marquand como Aaron[3] (1–22)
- Khary Payton como Ezekiel[3] (1–22)
- Ryan Hurst como Beta[4] (1–16)
- Samantha Morton como Alpha[3] (1–12; 14)
- Jeffrey Dean Morgan como Negan[3] (1–22)

#### Também Estrelando
- Callan McAuliffe como Alden[3] (1–22)
- Avi Nash como Siddiq[3] (1–8; 13)
- Eleanor Matsuura como Yumiko[4] (1–22)
- Cooper Andrews como Jerry[4] (1–22)
- Nadia Hilker como Magna[4] (1–22)
- Cailey Fleming como Judith Grimes[4] (1–22)
- Cassady McClincy como Lydia[4] (1–22)
- Lauren Ridloff como Connie[4] (1–22)

### Elenco de apoio

#### Alexandria
- Lindsley Register como Laura
- Kenric Green como Scott
- Mandi Christine Kerr como Barbara
- Tamara Austin como Nora
- Jackson Pace como Gage
- Anabelle Holloway como Gracie
- Austin Freeman como Alex
- Blaine Kern III como Brandon
- Antony Azor como Rick "R.J." Grimes Jr.
- Rebecca Koon como Cheryl
- Rae Olivier como Jen
- Vince Foster como Wayne
- Marvin Lee como Kyle
- Havana Blum como Lydia (jovem)
- Aproximadamente 70 outros sobreviventes

#### Hilltop
- John Finn como Earl Sutton
- Nadine Marissa como Nabila
- Karen Ceesay como Bertie
- James Chen como Kal
- Dan Fogler como Luke
- Anthony Lopez como Oscar
- Gustavo Gomez como Marco
- Angel Theory como Kelly
- Kerry Cahill como Dianne
- Camille Robinson como Brianna
- Micah King como Ezra
- Autumn Azul como Aliyah
- Aproximadamente 150 outros sobreviventes

#### Oceanside
- Sydney Park como Cyndie
- Avianna Mynhier como Rachel Ward
- Alex Sgambati como Jules
- Briana Venskus como Beatrice
- Aproximadamente 40 outras sobreviventes

#### Salteadores
- Jerri Tubbs como Margo
- David Shae como Alfred

#### Os Sussurradores
- Thora Birch como Mary "Gamma"
- Juan Javier Cardenas como Dante
- Juliet Brett como Frances
- Aproximadamente 200 outros sobreviventes

#### Bloodsworth Island
- Kevin Carroll como Virgil
- Denisha Gillespie como Lisa
- Olivia Stambouliah como Lucy
- Eve Gordon como Celeste
- Taylor Nichols como Jeremiah

#### Grupo de Maggie
- Kien Michael Spiller como Hershel Rhee
- James Devoti como Cole
- Okea Eme-Akwari como Elijah
- Brianna Butler como Maya
- David Atkinson como Gus
- Haley Leary como Ainsley

#### Outros
- Virginia Newcomb como Amelia
- Roman Spink como Milo
- Margot Bingham como Stephanie
- Breeda Wool como Aiden
- Andrew Bachelor como Bailey
- Paola Lázaro como Juanita "Princesa" Sanchez
- Hilarie Burton como Lucille

## Produção
Em fevereiro de 2019, a série foi renovada para décima temporada.  As filmagens começaram em maio de 2019.  Andrew Lincoln manifestou interesse em dirigir um episódio para a 10ª temporada, no entanto, ele não pôde devido a conflitos de agendamento.  Michael Cudlitz, que dirigiu um episódio na 9ª temporada, voltou a dirigir o terceiro episódio da 10ª temporada.  Em fevereiro de 2019, foi anunciado que Danai Gurira, que interpreta Michonne, sairia da série na décima temporada. Gurira aparecerá em uma capacidade limitada, em um punhado de episódios que serão intercalados ao longo da temporada. Mais tarde, em julho de 2019, Gurira confirmou sua saída em um painel na San Diego Comic-Con.  Num post de Denise Huth no Instagram, foi confirmado que esta temporada contaria com 19 personagens principais, todos já apresentados anteriormente e que apareceram em trailers e pôsteres promocionais dessa temporada. Estes personagens foram confirmados como Judith Grimes (Cailey Fleming), Lydia (Cassady McClincy), Jerry (Cooper Andrews), Yumiko (Eleanor Matsuura), Connie (Lauren Ridloff), Magna (Nadia Hilker) e Beta (Ryan Hurst).
A AMC anunciou em março de 2020 que, devido à pandemia de coronavírus 2019-2020 , a pós-produção no final da temporada não poderia ser concluída até a data prevista de 12 de abril de 2020 e, em vez disso, será exibida no final de 2020 como especial. O décimo quinto episódio servirá como o final da temporada. Kang afirmou que o atraso na pós-produção estava relacionado à coordenação dos estúdios de produção em todo o mundo fazendo seus efeitos especiais antes que o estado emitisse suas ordens de fechamento que efetivamente fecharam o estúdio de produção da Califórnia para combiná-las no pacote final do episódio. Durante a San Diego Comic-Con foi Liberado a Data de estreia de The Walking Dead que sera exibido no dia 4 de outubro tanto no Brasil como nos Estados Unidos,e também foi liberado os primeiros minutos da Season Finale.Tambem, durante a San Diego Comic-Con,que a temporada ganhará mais seis episódios adicionais, que irão ao ar em 2021.

## Episódios
| N.º na série | N.º na temp. | Título                                                          | Dirigido por       | Escrito por                         | Exibição original       | Audiência (milhões) |
| --- | ------------ | --------------------------------------------------------------- | ------------------ | ----------------------------------- | ----------------------- | ------------------- |
| 132 | 1            | "Lines We Cross" "(Caminhos Que Cruzamos)" (BR)                 | Greg Nicotero      | Angela Kang                         | 6 de outubro de 2019    | 4.00                |
| Meses após a tempestade de inverno, as comunidades prosperam sem nenhum sinal dos Sussurradores, embora Michonne insista que eles respeitem a fronteira de Alpha para evitar conflitos. Depois que uma máscara de Sussurrador aparece na costa de Oceanside e uma pele é encontrada na floresta próxima, os grupos ficam em alerta. Eles observam um antigo satélite da União Soviética cair na Terra dentro dos limites dos Sussurradores; Michonne concorda em enviar equipes de extinção de incêndio para evitar que o fogo se espalhe. Daryl e Carol saem por conta própria, onde Carol avista Alpha, que a está observando. |              |                                                                 |                    |                                     |                         |                     |
| 133 | 2            | "We Are the End of the World" "(Nós Somos o Fim do Mundo)" (BR) | Greg Nicotero      | Nicole Mirante-Matthews             | 13 de outubro de 2019   | 3.47                |
| Uma Sussurradora guarda ressentimento em relação a Alpha por forçá-la a abandonar seu filho; ela ataca Alpha no meio de uma manada de zumbis, mas sua irmã, Gamma, a mata, ganhando o respeito de Alpha. Beta descobre um santuário que Alpha dedicou a Lydia, onde Alpha revela que mentiu para os Sussurradores sobre matar Lydia; Alpha destrói o santuário para provar que Lydia está "morta" para ela. Beta informa Alpha sobre a queda do satélite, levando Alpha a retornar à fronteira para investigar; ela avista Carol à distância. Flashbacks detalham como Alpha conheceu Beta e formaram a base para os Sussurradores. |              |                                                                 |                    |                                     |                         |                     |
| 134 | 3            | "Ghosts" "(Fantasmas)" (BR)                                     | David Boyd         | Jim Barnes                          | 20 de outubro de 2019   | 3.48                |
| O grupo em Alexandria defende a comunidade contra ondas de zumbis, levando os sobreviventes a suspeitar que Alpha os está enviando. Negan ganha a confiança de Aaron após salvá-lo de zumbis. Gamma chega em Alexandria e diz ao grupo para encontrar Alpha na fronteira, onde Alpha exige mais terras como punição por cruzar seu território; Carol tenta matar Alpha depois que ela se gaba da morte de Henry, mas Michonne e Daryl a impedem. |              |                                                                 |                    |                                     |                         |                     |
| 135 | 4            | "Silence the Whisperers" "(Silencie os Sussurradores)" (BR)     | Michael Cudlitz    | Geraldine Inoa                      | 27 de outubro de 2019   | 3.31                |
| Em Hilltop, uma árvore cai e derruba o muro; os sobreviventes defendem a comunidade de uma invasão de zumbis. Como se acredita que a árvore foi derrubada pelos Sussurradores, Lydia é atacada por um grupo de alexandrinos; Negan a salva, matando acidentalmente um dos agressores no processo. O conselho está em conflito sobre o que fazer com Negan, mas ele desaparece, alarmando a comunidade. Um Ezekiel deprimido quase tenta suicídio, mas Michonne intervém. Michonne, Judith, Luke e outros viajam para Oceanside para ajudar a comunidade com zumbis. |              |                                                                 |                    |                                     |                         |                     |
| 136 | 5            | "What It Always Is" "(O Que Sempre É)" (BR)                     | Laura Belsey       | Eli Jorne                           | 3 de novembro de 2019   | 3.09                |
| Kelly fica desorientada devido à sua perda auditiva e se perde na floresta, mas é encontrada por Daryl, Connie e Magna. Aaron encontra Gamma e oferece bandagens a ela depois que ela corta a mão; Gamma foge e informa Alpha sobre sua a interação. Negan é encontrado e se junta a Brandon, que assassina uma mãe e seu filho para impressionar Negan, levando Negan a matá-lo. Em Hilltop, a comunidade trabalha para reconstruir o muro, enquanto Ezekiel revela a Siddiq que ele tem câncer de tireoide. Magna revela a Yumiko que ela matou um homem que atacou seu primo jovem, causando uma rixa entre as duas. Negan cruza o território dos Sussurradores e é atacado por Beta. |              |                                                                 |                    |                                     |                         |                     |
| 137 | 6            | "Bonds" "(Laços)" (BR)                                          | Dan Liu            | Kevin Deiboldt                      | 10 de novembro de 2019  | 3.21                |
| Carol e Daryl partem para destruir a horda de zumbis de Alpha; depois que Carol captura um Sussurrador, Daryl fica cético quanto às intenções de Carol. Em Alexandria, Rosita e vários outros sobreviventes ficam doentes depois que Gamma contamina o suprimento de água de Alexandria com sangue de zumbi. Eugene fala com um estranho de uma comunidade desconhecida pelo rádio, mas insiste que manterá a comunicação deles em segredo para a segurança de ambas as partes. Negan é testado por Beta para provar seu valor; mais tarde, ele jura lealdade a Alpha e é aparentemente aceito no grupo. |              |                                                                 |                    |                                     |                         |                     |
| 138 | 7            | "Open Your Eyes" "(Abra Seus Olhos)" (BR)                       | Michael Cudlitz    | Corey Reed                          | 17 de novembro de 2019  | 3.31                |
| Carol interroga o Sussurrador capturado, durante o qual o Sussurrador elogia Alpha por alegar ter matado Lydia; ele é mais tarde envenenado até a morte por Dante. Carol planeja virar os Sussurradores contra Alpha por mentir sobre a morte de Lydia. Gamma encontra Aaron na fronteira, onde ela o segura com uma faca; Carol e Lydia chegam, levando Gamma a fugir em choque sobre a sobrevivência de Lydia. Lydia foge para a floresta depois de perceber que Carol a usou. Siddiq de repente reconhece Dante como um Sussurrador presente durante as decapitações, levando Dante a estrangular Siddiq até a morte para proteger sua identidade. |              |                                                                 |                    |                                     |                         |                     |
| 139 | 8            | "The World Before" "(O Mundo de Antes)" (BR)                    | John Dahl          | Julia Ruchman                       | 24 de novembro de 2019  | 3.21                |
| A identidade de Dante como um espião Sussurrador é exposta depois que ele ataca Rosita; ele é revelado como responsável por muitos incidentes recentes dentro da comunidade. Dante é preso, mas Gabriel o mata em sua cela. Oceanside encontra um homem chamado Virgil, que eles inicialmente suspeitam ser um Sussurrador; Virgil eventualmente se oferece para levar Michonne a uma base naval contendo armas valiosas. Enquanto procura a horda de Alpha com Daryl, Aaron, Magna, Connie, Kelly e Jerry, Carol avista e persegue Alpha; o grupo a segue, onde são atraídos para uma caverna, cercados pela horda de Alpha. |              |                                                                 |                    |                                     |                         |                     |
| 140 | 9            | "Squeeze" "(Aperto)" (BR)                                       | Michael Satrazemis | David Leslie Johnson                | 23 de fevereiro de 2020 | 3.52                |
| O grupo navega pela caverna, afastando os zumbis e os Sussurradores enquanto procuram uma saída; Kelly encontra uma caixa cheia de dinamite, que Carol detona imprudentemente na esperança de destruir a horda. Daryl, Carol, Aaron, Jerry e Kelly eventualmente escapam, mas Connie e Magna ficam presas dentro da caverna depois que a saída desaba devido à explosão. Alpha fica cética quanto à lealdade de Gamma depois que Negan sugere que ela pode ser uma espiã de Alexandria, levando Alpha a enviar Beta para rastreá-la; Alpha "recompensa" Negan por suas informações fazendo sexo com ele. |              |                                                                 |                    |                                     |                         |                     |
| 141 | 10           | "Stalker" "(Perseguidor)" (BR)                                  | Bronwen Hughes     | Jim Barnes                          | 1 de março de 2020      | 3.15                |
| Gamma chega a Alexandria para informar o grupo sobre o que aconteceu na caverna; apesar de sua honestidade, Gabriel e Rosita estão céticos e a trancam na cela. Enquanto procura por outra entrada para a caverna, Daryl avista Alpha e a ataca; os dois brigam e ambos acabam gravemente feridos. Daryl é resgatado por Lydia, mas Alpha é deixada para trás. Beta invade Alexandria através de um túnel secreto criado por Dante, matando vários alexandrinos no processo. Ao encontrar Gamma, Beta é atacada por Rosita, mas ele a domina; Gamma se oferece para ir embora com Beta para poupar a vida de Rosita, mas Beta foge após ser superado em número. Alpha se recupera e declara que agora está mais forte do que nunca. |              |                                                                 |                    |                                     |                         |                     |
| 142 | 11           | "Morning Star" "(Estrela da Manhã)" (BR)                        | Michael Satrazemis | Vivian Tse & Julia Ruchman          | 8 de março de 2020      | 2.92                |
| Pelo rádio, a estranha, Stephanie, finalmente revela seu nome e localização para Eugene; eles planejam se encontrar dentro de uma semana. Alpha e os Sussurradores planejam atacar Hilltop com a horda, forçando a comunidade a começar a planejar a batalha; antes da batalha, Daryl se reconcilia com Carol. Naquela noite, Negan trabalha com os Sussurradores para liderar a horda para Hilltop; o grupo revida, mas os Sussurradores começam a queimar a comunidade usando seiva de árvore inflamável. |              |                                                                 |                    |                                     |                         |                     |
| 143 | 12           | "Walk with Us" "(Caminhe Conosco)" (BR)                         | Greg Nicotero      | Nicole Mirante-Matthews & Eli Jorne | 15 de março de 2020     | 3.49                |
| Enquanto Hilltop está em chamas, os sobreviventes se espalham em grupos em busca de segurança. Enquanto luta contra os zumbis que invadiram, Judith fica chocada após matar acidentalmente um Sussurrador, só acordando quando Earl a leva embora. Magna escapa da caverna se misturando à horda, mas o destino de Connie permanece desconhecido. Enquanto atrai zumbis para longe de Alden e Kelly, Gamma é encontrada e morta por Beta. Depois de levar as crianças para um lugar seguro, Earl sucumbe a uma mordida de zumbi e é abatido por Judith. Negan atrai Alpha para uma cabana após alegar falsamente que Lydia está lá dentro; ele mata Alpha cortando sua garganta e decepando sua cabeça. Negan é então abordado por Carol, revelando que os dois estavam trabalhando juntos para matar Alpha. |              |                                                                 |                    |                                     |                         |                     |
| 144 | 13           | "What We Become" "(O Que Nos Tornamos)" (BR)                    | Sharat Raju        | Vivian Tse                          | 22 de março de 2020     | 3.66                |
| Michonne chega à base naval com Virgil, mas não encontra armas, logo percebendo que é uma armadilha. Virgil a tranca e ela descobre que há outros cativos na ilha. Virgil a droga e ela tem visões alucinógenas de Andrea, Siddiq e de como sua vida teria sido se ela tivesse ficado do lado de Negan e dos Salvadores. Quando ela acorda, ela ataca Virgil, escapa e liberta os outros. Ela persegue Virgil até o arsenal, onde encontra evidências de que Rick Grimes pode estar vivo. Permitindo que Virgil viva, ela se despede dos outros e contata Judith para contar sobre sua intenção de encontrar Rick; mais tarde, ela se depara com retardatários que precisam de ajuda para alcançar um grande grupo de tropas organizadas marchando à frente deles. |              |                                                                 |                    |                                     |                         |                     |
| 145 | 14           | "Look at the Flowers" "(Olhe para as Flores)" (BR)              | Daisy Mayer        | Channing Powell                     | 29 de março de 2020     | 3.26                |
| Flashbacks mostram Carol libertando Negan de sua cela depois que ele concorda em matar Alpha; nos dias atuais, Carol alucina Alpha, que a provoca sobre sua moralidade e seu passado. Negan luta para convencer Daryl de que ele matou Alpha; um grupo de Sussurradores embosca a dupla e nomeia Negan como o novo Alpha, mas Negan os mata para provar sua lealdade a Daryl. A identidade passada de Beta como um famoso cantor country é revelada; ele toca seus próprios discos em alto volume, atraindo os zumbis para sua localização. Eugene, Yumiko e Ezekiel viajam para encontrar Stephanie; na estrada, eles encontram um sobrevivente peculiar e extravagante. Beta esfola o rosto de Alpha e o prende em sua máscara antes de liderar a horda dos mortos para lugares desconhecidos. |              |                                                                 |                    |                                     |                         |                     |
| 146 | 15           | "The Tower" "(A Torre)" (BR)                                    | Julia Ruchman      | Kevin Deiboldt & Julia Ruchman      | 5 de abril de 2020      | 3.48                |
| Após se apresentar a Eugene, Ezekiel e Yumiko, a Princesa acidentalmente assusta os cavalos deles e se oferece para levá-los a um novo transporte. Ela os leva por um caminho indireto, pois quer se tornar aceita por eles, tendo ficado sozinha por muito tempo. Beta, ouvindo vozes em sua cabeça, lidera a horda de zumbis que ele reuniu para Alexandria apenas para encontrá-la vazia. Alden e Aaron, escondidos no moinho de vento, relatam os movimentos para o resto dos alexandrinos que se abrigaram em um hospital próximo. Beta descobre a nova localização e leva a horda em direção ao hospital. |              |                                                                 |                    |                                     |                         |                     |
| 147 | 16           | "A Certaim Doom" "(Um Destino Certo)" (BR)                      | Greg Nicotero      | Jim Barnes & Eli Jorne & Corey Reed | 4 de outubro de 2020    | 2.73                |
| Com o hospital cercado, os sobreviventes se esgueiram pela horda e a levam embora usando uma carroça e música alta; Beatrice é morta no caminho. Vários Sussurradores conseguem entrar no hospital onde Gabriel fica para trás para permitir que os outros escapem. Maggie e um sobrevivente mascarado resgatam Gabriel, tendo recebido as cartas de Carol e salvando Alden e Aaron. Os Sussurradores destroem o sistema de som improvisado, forçando o grupo de Daryl a se infiltrar na horda e matar os Sussurradores um por um. Após uma luta com Negan, Beta é ferido por Daryl e devorado pelos mortos. Lydia e Carol lideram a horda para um penhasco. O grupo de Eugene é capturado por soldados armados enquanto tentava fazer seu encontro, enquanto Virgil encontra uma Connie exausta perto de Oceanside. |              |                                                                 |                    |                                     |                         |                     |
| 148 | 17           | "Home Sweet Home" "(Lar Doce Lar)" (BR)                         | David Boyd         | Kevin Deiboldt & Corey Reed         | 28 de fevereiro de 2021 | 2.89                |
| Maggie descobre que Negan foi libertado e Carol explica que ela o libertou para matar Alpha. Maggie encontra Hilltop queimada e destruída pelos Sussurradores. Maggie, Daryl e os outros buscam refúgio para a noite e depois retornam ao refúgio do grupo de Maggie para encontrar dois de seus membros mortos e o filho de Maggie, Hershel, desaparecido. Cole, um membro do grupo de Maggie, explica quem são os Ceifadores e que eles destruíram seu lar. Enquanto procuram por Hershel, Maggie e os outros são atacados por um Ceifador que acaba matando três membros do grupo de Maggie. Maggie e Daryl conseguem encontrar o agressor e subjugá-lo, mas ele comete suicídio com uma granada antes que eles possam interrogá-lo. Logo depois, Maggie descobre que Hershel está seguro. O grupo então retorna para Alexandria, onde os muros estão sendo reerguidos. |              |                                                                 |                    |                                     |                         |                     |
| 149 | 18           | "Find Me" "(Encontre-me)" (BR)                                  | David Boyd         | Nicole Mirante-Matthews             | 7 de março de 2021      | 2.25                |
| Daryl se prepara para ir caçar e relutantemente permite que Carol o acompanhe. Enquanto caça, o cachorro de Daryl localiza uma cabana abandonada. Na cabana, Carol encontra um bilhete do qual Daryl se lembra. Em flashbacks de cinco anos atrás, dois anos após a suposta morte de Rick, Daryl vagueia sozinho na floresta para encontrá-lo. Daryl conhece a dona de seu cachorro, que a princípio toma Daryl como refém e o interroga. A dona o liberta e os dois têm desentendimentos ocasionais. Eventualmente, a dona se apresenta como Leah e os dois começam um relacionamento. Dez meses depois, Daryl retorna e descobre que Leah desapareceu após uma discussão. Na esperança de que eles se encontrassem novamente, Daryl escreve um bilhete solicitando que Leah o encontre. Nos dias atuais, Daryl culpa Carol pelo que aconteceu com Connie e os dois têm uma briga que termina com eles seguindo caminhos separados. |              |                                                                 |                    |                                     |                         |                     |
| 150 | 19           | "One More" "(Mais Um)" (BR)                                     | Laura Belsey       | Erik Mountain & Jim Barnes          | 14 de março de 2021     | 2.17                |
| Durante uma busca por suprimentos, Aaron e Gabriel encontram um armazém aparentemente abandonado e passam a noite. No dia seguinte, Aaron desaparece e um atirador chamado Mays se aproxima de Gabriel e diz a ele que este é seu esconderijo e que Gabriel e Aaron levaram seus suprimentos. Mays revela Aaron amarrado e o força a jogar roleta russa. Gabriel e Aaron tentam convencê-lo de que nem todas as pessoas são más, mas ele se recusa e confessa o que fez à sua família. Quando Aaron está prestes a puxar o gatilho, Mays diz para ele parar. Quando Mays os desamarra, Gabriel o mata. Eles então descobrem o irmão cativo de Mays, junto com os cadáveres de sua família, no sótão. Aaron e Gabriel tentam libertá-lo, mas ele se mata. |              |                                                                 |                    |                                     |                         |                     |
| 151 | 20           | "Splinter" "(Estilhaço)" (BR)                                   | Laura Belsey       | Julia Ruchman & Vivian Tse          | 21 de março de 2021     | 2.11                |
| Eugene, Princesa, Yumiko e Ezekiel são presos em vagões separados pelo grupo de soldados mascarados. Enquanto presa, Princesa consegue fazer contato com Yumiko antes que esta seja levada pelos soldados. No dia seguinte, ela descobre uma maneira de sair do vagão. Eugene a informa para voltar ao seu vagão e seguir os protocolos da comunidade. Princesa é então interrogada por um dos soldados, embora ela se recuse a responder às perguntas; eles a forçam a voltar para seu vagão. Princesa tenta ver Eugene novamente, apenas para descobrir que ele não está mais lá. Ezekiel então entra em seu vagão e os dois têm uma breve discussão. Um dos soldados entra no vagão. Princesaa e Ezekiel interrogam o soldado que revela que ele está apenas seguindo o protocolo. Ezekiel agride o soldado apenas para Princesa perceber que ela estava alucinando Ezekiel o tempo todo. Ela escapa e confronta outra alucinação de Ezekiel que tenta convencê-la a ir embora. Ela se recusa no e retorna ao seu vagão. Lá, ela liberta o soldado e completa o interrogatório, apenas para ela e o grupo serem capturados novamente.                                                                    |              |                                                                 |                    |                                     |                         |                     |
| 152 | 21           | "Diverged" "(Divergido)" (BR)                                   | David Boyd         | Heather Bellson                     | 28 de março de 2021     | 1.93                |
| Após alguns desentendimentos e uma amizade aparentemente abalada, Daryl e Carol chegam a uma bifurcação na estrada e seguem caminhos separados. Carol retorna para Alexandria enquanto Daryl permanece na estrada. Cada um entra em seu próprio modo de sobrevivência. Enquanto Daryl enfrenta alguns mortos buscando acessórios para a melhoria de sua motocicleta, Carol decide cozinhar para os sobreviventes. |              |                                                                 |                    |                                     |                         |                     |
| 153 | 22           | "Here's Negan" "(Aqui Está Negan)" (BR)                         | David Boyd         | David Leslie Johnson-McGoldrick     | 4 de abril de 2021      | 2.12                |
| Com o aumento das tensões entre Negan e Maggie, Carol decide bani-lo de Alexandria para sua segurança. Negan reflete sobre seu passado, onde ele era um marido caloteiro e infiel para sua esposa Lucille, que lhe diz que está com câncer e pede que ele fique com ela até sua morte. Negan se recusa a desistir dela e continua a tratá-la mesmo com início da epidemia, mas ele é forçado a procurar remédios quando seu estoque chega ao fim. Algum tempo depois, ele conhece um médico chamado Franklin e sua filha Laura que lhe dá remédios depois de ouvir sua história, mas ele é capturado por uma gangue de motoqueiros no caminho para casa. Ele é liberado com o remédio depois de revelar a localização de Franklin, mas retorna para casa apenas para ver que Lucille havia se matado em sua ausência. Depois de queimar sua casa e o corpo de Lucille, ele retorna para a gangue de motoqueiros, os mata e resgata Franklin e Laura. No presente, ele desenterra seu taco de beisebol Lucille, que é destruído depois de matar um zumbi em legítima defesa. Queimando o resto do bastão e em paz com seu passado, ele retorna para Alexandria e aceita qualquer destino que lhe sobrevenha. |              |                                                                 |                    |                                     |                         |                     |